# Pseudolynchia
Pseudolynchia là một chi ruồi hút máu thuộc họ ruồi rận Hippoboscidae. Có 5 loài. Một loài được biết đến nhiều nhất là ruồi rận chim câu Pseudolynchia canariensis'. Chúng đều sống ký sinh trên chim.

## Hình ảnh

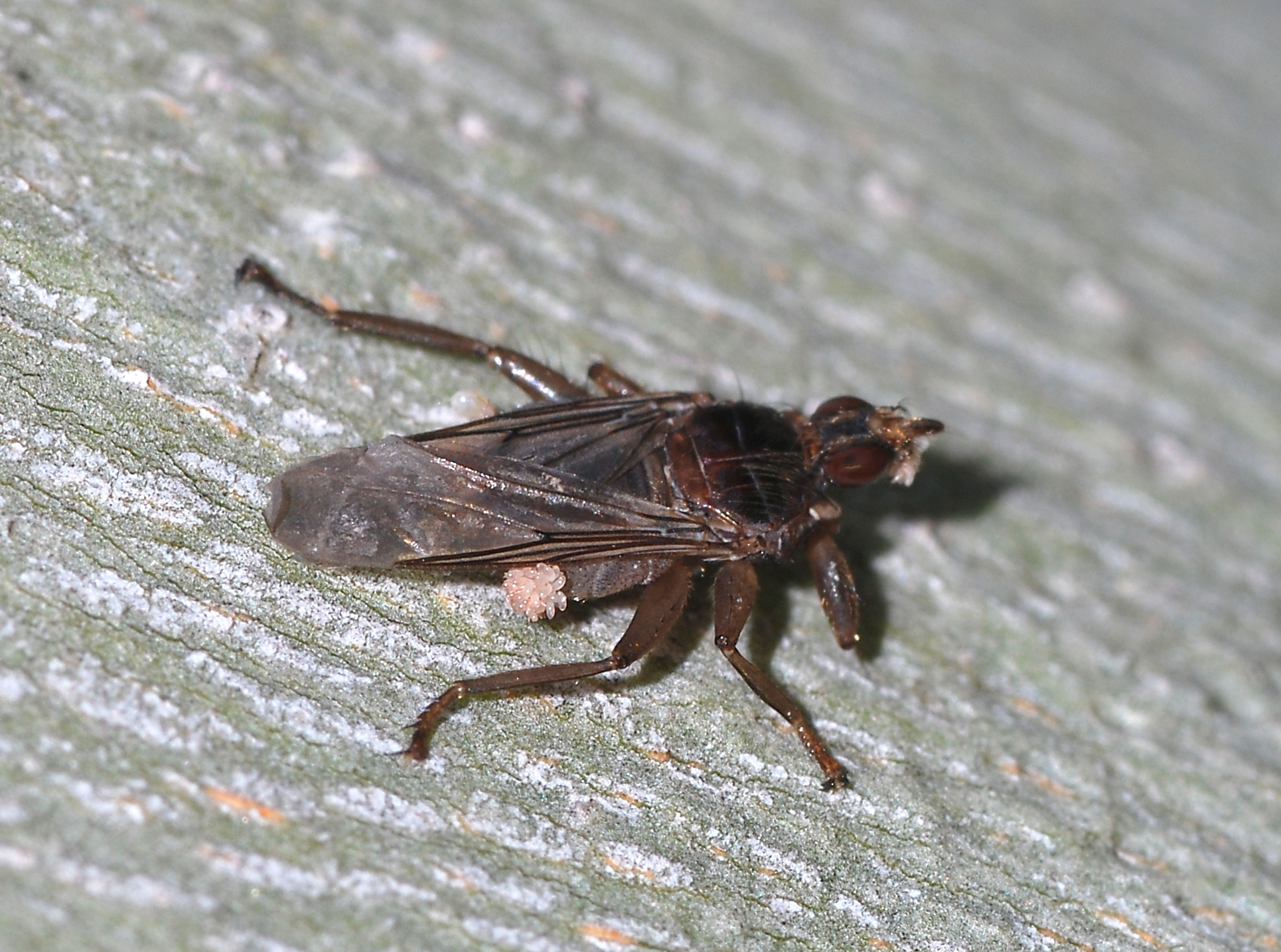

## Phân loại
- Chi Pseudolynchia Bequaert, 1926

- Nhóm loài 'a'

- P. serratipes Maa, 1966

- Nhóm loài 'b'

- P. brunnea (Latreille, 1812)
- P. canariensis (Macquart, 1840)
- P. garzettae (Róndani, 1879)
- P. mistula Maa, 1969